# Chiesa di San Francesco (Sansepolcro)
La chiesa di San Francesco è un luogo di culto cattolico che si trova nella piazza omonima a Sansepolcro.

## Storia e descrizione

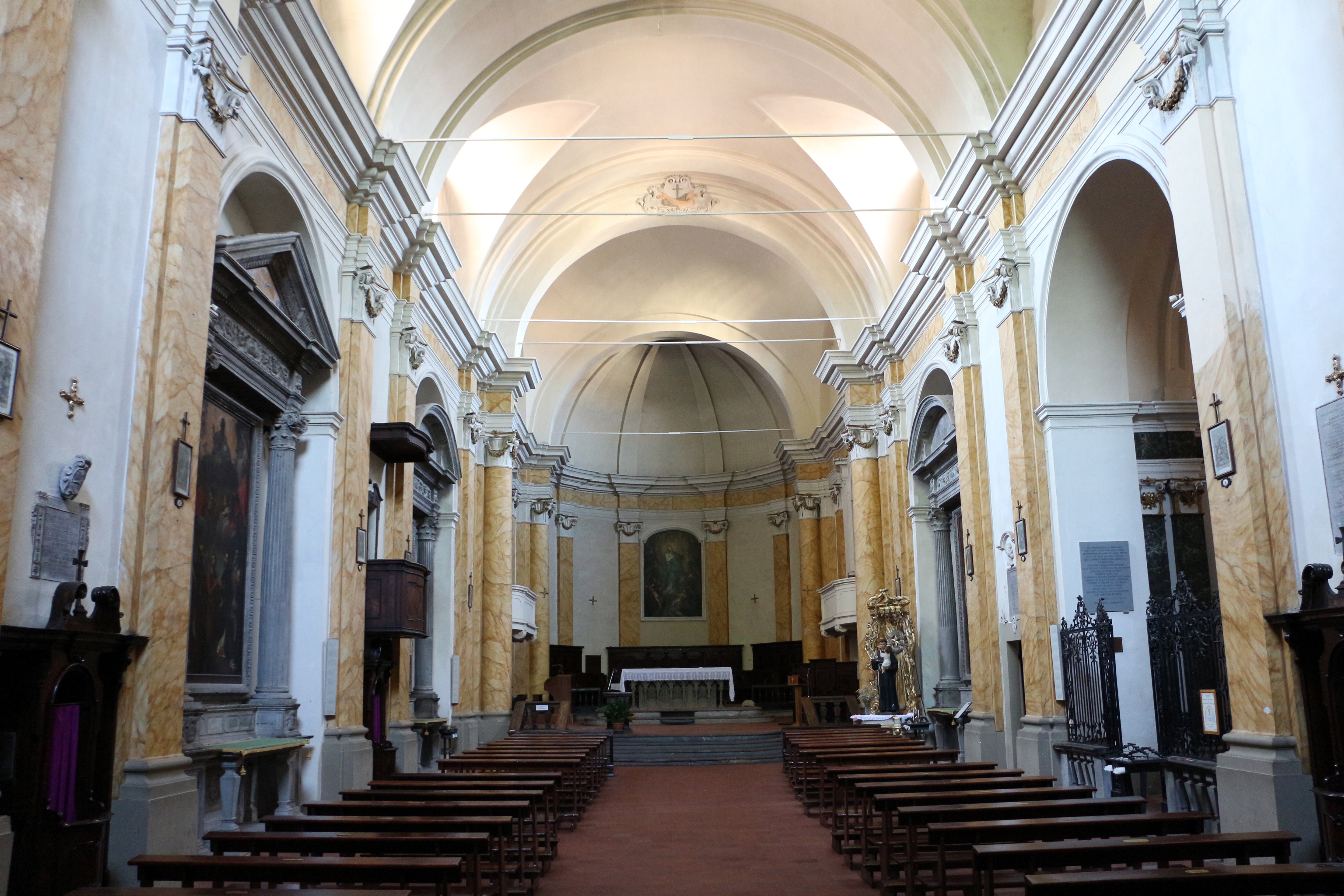
Interno

La costruzione della chiesa e del convento, primo esempio di stile gotico nella città, avvenne tra il 1258 e il 1321 sul terreno concesso al frate francescano Tommaso da Spello dal Comune di Sansepolcro. Nel 1444 la collocazione sull’altare maggiore del grandioso polittico realizzato dal Sassetta, oggi non più in loco, ne accresce l'importanza culturale, tanto che per tutto il secolo XV la chiesa diventa un modello per la realizzazione di arredi liturgici in altri edifici religiosi. Anche la comunità dei frati presenta un alto profilo culturale, per la presenza, in primis di Luca Pacioli, ma anche di Michelangelo di Simone e Francesco d’Asciano, importanti maestri vetrai. Con la divisione dell'Ordine francescano del 1517 il convento di Sansepolcro passa al ramo dei Frati Minori Conventuali, i quali officiano la chiesa fino al 1987. Tra 1760 e 1783 l'interno fu completamente trasformato con l'apposizione della volta e del coro semicircolare, mantenendo però gli altari lapidei secenteschi. Nel 1948 la chiesa venne danneggiata dal terremoto di Sansepolcro, e vi si registrò l'unica vittima del sisma, una donna sepolta dal crollo parziale di una volta. Anche il campanile riportò danni strutturali che ne resero necessaria la messa in sicurezza mediante la costruzione al suo interno di uno scheletro in cemento armato. Ulteriore intervento che subì la struttura del campanile per favorirne la staticità fu quello di abbattere il muretto in pietra che delimitava la terrazza alla base della punta del campanile, sostituendolo con una ringhiera in ferro.
La chiesa conserva i caratteri dell'architettura trecentesca solo all'esterno: la facciata in pietra presenta un portale gotico strombato ad arco trilobo ed in alto il grande occhio. Del resto della struttura, occultata da case disposte lungo via Aggiunti, è visibile solo il campanile con cella campanaria con strette ed allungate aperture e terminante a guglia, sul modello di quello della chiesa abbaziale, poi Cattedrale. 
L'interno, completamente rinnovato nel tardo Settecento, mantiene l'originario impianto a navata unica tipico degli ordini mendicanti. In una nicchia della controfacciata si conserva una statua in terracotta policroma del XV secolo raffigurante sant'Antonio di Padova, una delle poche opere realizzate nel periodo precedente al rifacimento settecentesco. Al primo altare si trova una tela con la Madonna col Bambino in gloria con San Carlo Borromeo ed il Beato Ranieri, di Raffaello Schiaminossi. A fianco la Cappella del Santissimo Sacramento custodisce all'interno, sotto l'altare, un Cristo morto del secolo XVII. Il secondo altare di destra ospita un'importante tela di Giovanni de' Vecchi raffigurante le Stimmate di San Francesco.
L'Altare maggiore in pietra, a forma di sarcofago con colonne tortili,  è una delle poche opere risalente alle fasi originarie della chiesa. L'iscrizione in latino ci comunica che esso venne donato nel 1304 dal Comune in onore del Beato Ranieri frate francescano morto il 1º novembre dello stesso anno, il cui corpo è conservato nella cripta sottostante. Sull'altare maggiore era presente fino al 1810 il grande polittico realizzato tra 1437 e 1444 dal Sassetta, oggi smembrato e diviso tra vari musei e collezioni private.
Il secondo altare a sinistra presenta una tela con Dio Padre e i Santi Pietro e Paolo di Francesco Curradi, del 1628, mentre il primo è ornato dalla Disputa di Gesù tra i Dottori di Domenico Cresti, detto il Passignano, del 1590.

### Organo a canne
L'organo antico, adagiato sulla cantoria destra, di epoca ottocentesca, fu costruito dalla famiglia organaria Righi di Sansepolcro, utilizzando probabilmente parti di organi preesistenti. Organo di trasmissione meccanica, dotato di 13 registri comandati da manette ad incastro e due pedaletti, uno per il Ripieno ed uno per la Combinazione libera alla lombarda; possiede una tastiera di 56 note e pedaliera dritta di 20 note. Lo strumento venne già elettrificato negli anni '50 del secolo scorso. Nel 1972, per volere del Commendator Marco Buitoni, l'organo, oltre ad essere restaurato, fu ampliato con l'aggiunta di un nuovo corpo d'organo e dotato di una nuova consolle indipendente, a trasmissione elettro-pneumatica, di due manuali da 56 note e pedaliera concavo radiale di 32 note. Il corpo d'organo Espressivo, alloggiato nella cantoria sinistra, è dotato di 10 registri. Lo strumento, reduce di un abbandono decennale, nel 2016 è stato sottoposto restauro ad opera di Lorenzo Tosi, organista titolare della Cattedrale di Sansepolcro, e del M° Paolo Fiorucci, direttore della Corale Domenico Stella e Coro Città di Piero, che ha sede proprio nella Chiesa di San Francesco.

### Campane
Sei campane sono ospitate nella cella campanaria del campanile della Chiesa di San Francesco; per via dell'elettrificazione le campane sono montate su di una struttura di sostegno (detta "castello") in ferro, quindi abbassate rispetto alla posizione originaria sospese fissate sulle travi di legno. Funzionanti sono cinque campane; la sesta (che si trova sotto l'arco di una finestra a Nord) è esclusa dal pannello di controllo elettronico, ma comunque suonabile tramite la sua corda, ed è la campana che in passato era utilizzata dai frati per scandire i momenti quotidiani della vita conventuale.
Il campanone, fuso nel 1765 da Giovanni Battista Donati Aquilano è dedicato a San Bonaventura (è intonata sul Fa). La "Raniera", intonata sul La,  è dedicata a beato Ranieri dal Borgo, frate francescano, donata nel 2004 dal Comune di Sansepolcro per sostituire la precedente omonima del 1623, a sua volta il risultato della fusione dell'originaria campana che portava il nome del Beato sin dal 1314.. Da quel momento la “Raniera” viene fatta suonare, su richiesta dei genitori, a ogni nascita per annunciare il lieto evento. La campana reca sul suo corpo le figure di San Francesco, del Beato Ranieri e dello stemma della città. L'Ave Maria fusa nel 1421 emette un Do, il suo nome è ripreso dal momento in cui suonata, nell'ora dell'Ave Maria, la sera. La Mezzana è intonata sul Do#. Il cennino produce un Fa#, il nome è dovuto al fatto che viene suonata come ultimo richiamo per la messa.